# Chibchanomys trichotis
Chibchanomys trichotis је врста глодара из породице хрчкова (лат. Cricetidae).

## Распрострањење
Ареал врсте је ограничен на мањи број држава. Врста је присутна у следећим државама: Венецуела, Колумбија и Перу.

## Станиште
Станишта врсте су шуме и слатководна подручја. 
Врста је присутна на планинском венцу Анда у Јужној Америци.

## Угроженост
Подаци о распрострањености ове врсте су недовољни.